# Frances Mabel Robinson
Frances Mabel Robinson, auch bekannt unter dem Pseudonym W. S. Gregg (* 16. Juni 1858 in Leamington Spa; † 1956 in Paris), war eine britische Romanautorin, Literaturkritikerin und Übersetzerin.

## Leben
Frances Mabel Robinson wurde als zweitälteste Tochter des wohlhabenden Architekten George Thomas Robinson (1828–1897) und seiner Frau Frances Sparrow (1831–1916) geboren. Nach einigen Jahren zog die Familie um, um Teil der wachsenden Künstlergemeinschaft in London zu werden. Robinson und ihre ältere Schwester, Agnes Mary Frances Robinson, wurden von Gouvernanten und in Brüssel unterrichtet, bis sie ein Jahr lang die Slade School of Fine Art am University College London besuchten. Mabel Robinson wurde später Sekretärin des Bedford College, der wichtigsten Frauenhochschule der University of London. Das Haus der Robinsons wurde zu einem Ort, an dem sich Maler und Schriftsteller der präraffaelitischen Bewegung wie William Michael Rossetti, William Morris, William Holman Hunt, Edward Burne-Jones, James McNeill Whistler, Arthur Symons, Ford Madox Brown und Mathilde Blind trafen und eine Gemeinschaft von Künstlern pflegten.
Im Jahr 1880 reiste die Familie nach Italien, wo die Schwestern Violet Paget kennenlernten. Während ihre ältere Schwester eine lange und intime Beziehung zu Paget hatte, war die Beziehung zwischen Robinson und Paget angespannt, spätestens nachdem Paget ein eher unvorteilhaftes Bild insbesondere zu den künstlerischen Fähigkeiten der jüngeren Robinson in ihrem Roman Miss Brown (1884) gezeichnet hatte. Die Charakterisierung von Robinson als der eher politisch denn poetisch Interessierten war aber zutreffend. Robinson interessierte sich für Debatten im Unterhaus über die Einführung der Selbstverwaltung in Irland. Schließlich engagierte sie sich politisch so weit, dass sie geheime Botschaften zwischen England und Irland hin und her transportierte. Sie veröffentlichte in den 1880er und 1890er Jahren eine Reihe von Romanen mit Bezug zur Politik in Irland wie Mr Butler's Ward (1885), Disenchantment (1886), The Plan of Campaign: a Story of the Fortune of War (1888), A Woman of the World: an Everyday Story (1890) oder Chimaera (1895), in denen sie düstere Bilder irischer, vom Schicksal getroffener Charaktere zeichnet.
Obwohl sie im Allgemeinen die viktorianische Moralvorstellung von der Stellung der Frau in Ehe und Familie unterstützte, gelang es Robinson, in ihren Romanen einige subversive Kommentare zur gesellschaftlichen Stellung der Frau anzubringen. In A Woman of the World argumentiert ihre junge Protagonistin beispielsweise, dass sich schöne Mädchen durchaus zu ihrem eigenen Vergnügen attraktiv kleiden können und nicht unbedingt nur, um potenzielle Freier zu verführen. Sie lehnte auch die Haltung ab, die es Frauen verbot, ihren eigenen Lebensunterhalt zu verdienen.
Wie ihre Schwester verfasste Robinson in den späten 1880er und 1890er Jahren zahlreiche Rezensionen für die Wochenzeitschrift The Athenaeum; sie konzentrierte sich dabei auf irische Publikationen, ob historisch, politisch oder fiktional. Aber sie widmete sich auch der Kunst, indem sie für Atalanta und das Magazine of Art Artikel über italienische Kunst schrieb.
Nach dem Tod des Vaters im Jahr 1897 zog die Mutter nach Paris, an den Place des Pyramides. Robinson zog zu ihr und einige Jahre später in ein Wohnhaus, in dem dann auch ihre verwitwete Schwester lebte. Während des Zweiten Weltkriegs tauschten die beiden Schwestern Paris gegen Aurillac.
Mabel Robinson starb 1956 in Paris.

## Werke (Auswahl)
- Mr. Butler's Ward, 1885, (Online)
- W. S. Gregg: Irish History for English Readers: from the earliest times to 1855, 1886.
- The Plan of Campaign: a Story of the Fortune of War, 1888.
- W. S. Gregg: A Woman of the World: An Everyday Story, 1890
- Disenchantment: an every-day story, J.P. Lippincott, Philadelphia 1890.
- W. S. Gregg: Hovenden, V.C., the Destiny of a Man of Action: A Novel, 1891, unter eigenem Namen bei Heinemann and Balestier, Leipzig 1892 und Methuen & Co., London 1894 erneut veröffentlicht.
- Chimâera. A Novel, 1895.
- A woman of the world: an every-day story, 1898.

Übersetzungen aus dem Französischen
- The Trianon of Marie Antoinette... T. Fisher Unwin,  London 1925.
- Passion and Peat-La Brière… Translated by F. Mabel Robinson, Thornton Butterworth, London 1927.
- The Memoirs of Queen Hortense … Mit Arthur Kingsland Griggs, 1927.